# Bodesari
Bodesari is een bestuurslaag in het regentschap Cirebon van de provincie West-Java, Indonesië. Bodesari telt 6236 inwoners (volkstelling 2010).